# Tamajón (kommunhuvudort)
Tamajón är en kommunhuvudort i Spanien.   Den ligger i provinsen Provincia de Guadalajara och regionen Kastilien-La Mancha, i den centrala delen av landet, 80 km nordost om huvudstaden Madrid. Tamajón ligger 1 032 meter över havet och antalet invånare är 216.
Terrängen runt Tamajón är kuperad norrut, men söderut är den platt. Terrängen runt Tamajón sluttar söderut. Runt Tamajón är det mycket glesbefolkat, med 6 invånare per kvadratkilometer. Närmaste större samhälle är Espinosa de Henares, 18,5 km sydost om Tamajón. I omgivningarna runt Tamajón växer i huvudsak barrskog.